# 中甸杜鹃
中甸杜鹃（学名：Rhododendron zhongdianense）为杜鹃花科杜鹃花属下的一个种。